# 印度港口海滩 (佛罗里达州)
印度港口海滩（英語：Indian Harbor Beach），是美国佛罗里达州布里瓦德縣下属的一座城市。建立于1955年。面积约为6.8平方公里（约合2.6平方英里）。根据2010年美国人口普查，该市有人口8,225人。论人口在本州排行第175。